# Solaris (romanzo)
Solaris è un romanzo di fantascienza dello scrittore polacco Stanisław Lem, pubblicato nel 1961.
Tradotto in più di trenta lingue, il romanzo è stato trasposto in un film per la televisione sovietica nel 1968. Successivamente è stato portato sul grande schermo nell'omonimo film nel 1972 del regista russo Andrej Tarkovskij e, con esiti meno profondi, nel 2002, in un secondo adattamento del regista statunitense Steven Soderbergh.
Lem ha ammesso di non avere mai veramente amato la trasposizione che Tarkovskij ha dato del suo romanzo. Lem ha avuto parole molto critiche anche per il film di Soderbergh, soprattutto per il fatto che l'oceano vivente passi molto in secondo piano nell'adattamento americano, trasformando il racconto in una banale storia d'amore nello spazio.

## Ambientazione

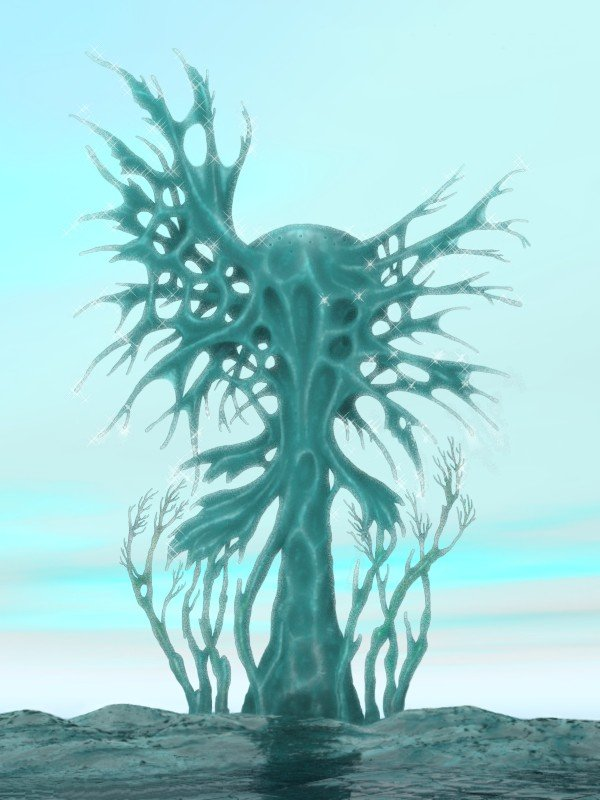
Asimmetriade, illustrazione di Dominique Signoret

Solaris è un pianeta di un altro sistema planetario, oggetto di studio da parte degli scienziati terrestri fin dalla sua scoperta, cento anni prima della nascita del protagonista Kris Kelvin. La sua superficie è prevalentemente ricoperta da ciò che appare come un oceano dalla consistenza gelatinosa, secondo alcuni studiosi un unico e gigantesco essere senziente in grado persino di stabilizzare la sua orbita. Ha un'atmosfera non adatta allo sviluppo della vita di tipo terrestre.
L'attività di Solaris si manifesta con la continua generazione di complicate e gigantesche strutture dalla natura incomprensibile, di materiale colloidale che si consolida e si liquefà. Le strutture più grandi si presentano come rappresentazioni multidimensionali, parlando addirittura di un episodio non confermato dove avrebbe preso l'aspetto di emulazioni di strutture umane. Alcuni studiosi hanno catalogato tali manifestazioni con nomi bizzarri quali “mimoide”, “simmetriade” e “asimmetriade”.
Una corrente ritiene che Solaris sia un essere senziente, nonostante i numerosi tentativi di un contatto, data la totale impossibilità di individuare un qualunque schema di comunicazione nelle sue manifestazioni materiali. Nonostante l'ingente mole di studi compiuti in tutte le branche scientifiche - al punto da crearsi una disciplina a sé stante detta "Solaristica" - il pianeta e il suo oceano restano un mistero assoluto: Solaris sfugge alla conoscenza umana, per quanti possano essere i dati raccolti o le teorie formulate.

## Trama

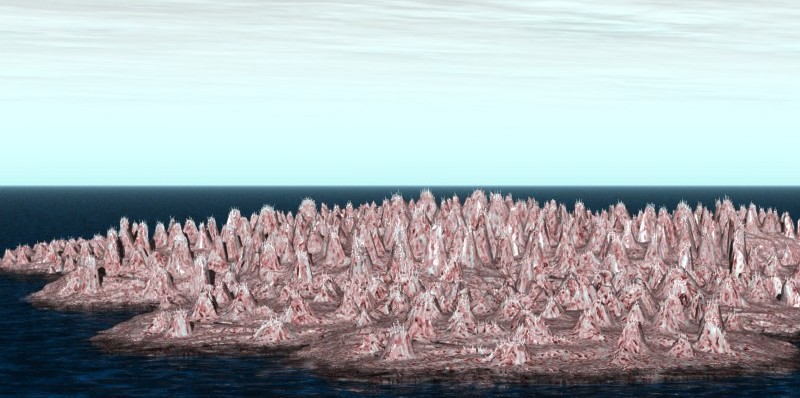
Un mimoide durante il giorno del sole azzurro, illustrazione di Dominique Signoret

Lo psicologo Chris Kelvin raggiunge dopo un lungo viaggio la stazione scientifica terrestre sospesa a qualche chilometro di altezza sopra l'oceano di Solaris, presieduta da tre scienziati. Appena arrivato, Kelvin prende contatto con il collega Snaut, che si comporta in maniera illogica, come se avesse qualcosa da nascondere. Da lui Kelvin viene a sapere che il collega Gibarian, del quale lui è stato allievo e collaboratore, si è appena suicidato. Kelvin occupa l'appartamento del defunto e si accorge con incredulità che all'interno della stazione spaziale c'è una presenza estranea: una donna nera di alta statura, vestita in maniera molto sommaria, che incrocia in un corridoio per poi ritrovarla nella cella frigorifera accanto alla salma.
Appare subito evidente che anche Snaut e il terzo collega, Sartorius, nascondono qualcuno nei propri appartamenti ma al mattino al risveglio Kelvin trova nella stanza quel che sembra sua moglie Harey, toltasi la vita qualche anno prima. Kelvin è sconvolto ma si rende conto che anche gli altri colleghi nascondono una materializzazione antropomorfa estratta dal loro subconscio. Secondo Snaut, le "presenze" sono apparse dopo che Sartorius ha sottoposto la superficie del mare a una massiccia dose di raggi X per ragioni sperimentali. Liberarsi degli “ospiti” è impossibile: qualcuno per disperazione e orrore ha provato a eliminarne fisicamente, ma l'indomani ritornavano, senza ricordi delle apparizioni precedenti.  Anche Kelvin, devastato dall'orrore, si libera di Harey spedendola in orbita con un missile per ritrovarla nella propria stanza al risveglio il giorno dopo.
Lo spirito dello scienziato prende il sopravvento. Kelvin scopre che il corpo di Harey non è composto da normale materia ma da neutrini, e che è in grado di rigenerare nell'arco di minuti i tessuti distrutti. Dopo l'iniziale rifiuto, Kelvin si trova coinvolto emotivamente nell'irreale situazione della moglie risuscitata, soprattutto perché prova un forte rimorso per le circostanze della sua morte. La vicinanza di una persona che possiede ricordi, emozioni e una capacità di comprensione (fino anche ad una presa di coscienza del proprio stato e della propria esistenza), porta Kelvin, tra lucidità e follia, ad una ricerca esasperata di una risposta ai propri dubbi e alle proprie incertezze; un viaggio interiore che è il risultato di un lungo percorso che parte dall'iniziale tentativo di comprendere Solaris.

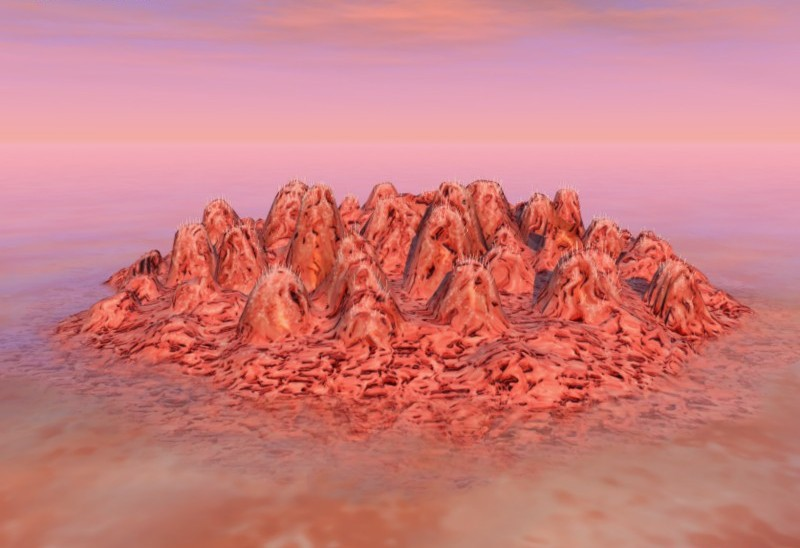
Un mimoide durante il giorno del sole rosso, illustrazione di Dominique Signoret

Un appunto lasciato da Gibarian prima del suicidio lo indirizza verso un documento presente nella biblioteca di bordo, il cosiddetto piccolo apocrifo, che contiene il resoconto di uno degli esploratori che hanno percorso la superficie di Solaris: Berton, partito alla ricerca di Fechner, un collega disperso durante un sorvolo, ha messo a verbale di avere assistito alla creazione da parte della materia colloidale della figura di un bambino di dimensioni gigantesche. Nessuno gli aveva creduto. L'evento era avvenuto durante l'esplosione di una macchia su una delle due stelle di Solaris, con emissione di raggi X. Forse è la prima prova dell'estrazione, da parte del mare, di ricordi dalla memoria degli esseri umani.
Mentre Kelvin arriva non solo ad accettare la presenza di Harey ma anche a provare dell'affetto per lei, Sartorius vorrebbe portare avanti un esperimento per liberarsi delle presenze, intervenendo sulla loro struttura neutrinica. Harey ascolta un nastro registrato da Gibarian prima di morire, comprende la propria natura non umana e tenta di togliersi la vita ingurgitando ossigeno liquido, ma dopo una spaventosa agonia durante la quale è vegliata da Kelvin, ormai convertito alla compassione, i suoi tessuti si rigenerano.
I tre occupanti la stazione sperimentano la trasmissione al pianeta di un encefalogramma di Kelvin trasdotto in onde elettromagnetiche: sperano che il mare vivente comprenda l'effetto che le materializzazioni hanno sugli umani.  Kelvin è così coinvolto dalla sua ospite, la crede davvero Harey, la giovane moglie perduta, e si oppone a un tentativo di Sartorius di disintegrarla. Ma Harey è determinata, e convince Snaut ad aiutarla. Un giorno al risveglio Kelvin non la trova più, è riuscita a farsi disintegrare per sempre: non sopportava di essere una ricostruzione artificiale.
Amareggiato e non completamente rassegnato alla scomparsa della moglie, dopo un colloquio accusatorio con Snaut, lo psicologo Kelvin scende dall'orbita e atterra su un vasto “mimoide”, una delle isole colloidali create da Solaris. Contemplando l'oceano dal bordo della concrezione immagina che Solaris possa fare loro altri regali e che "il tempo dei miracoli crudeli non è finito".

## Critica
(Oreste del Buono, Tuttolibri)

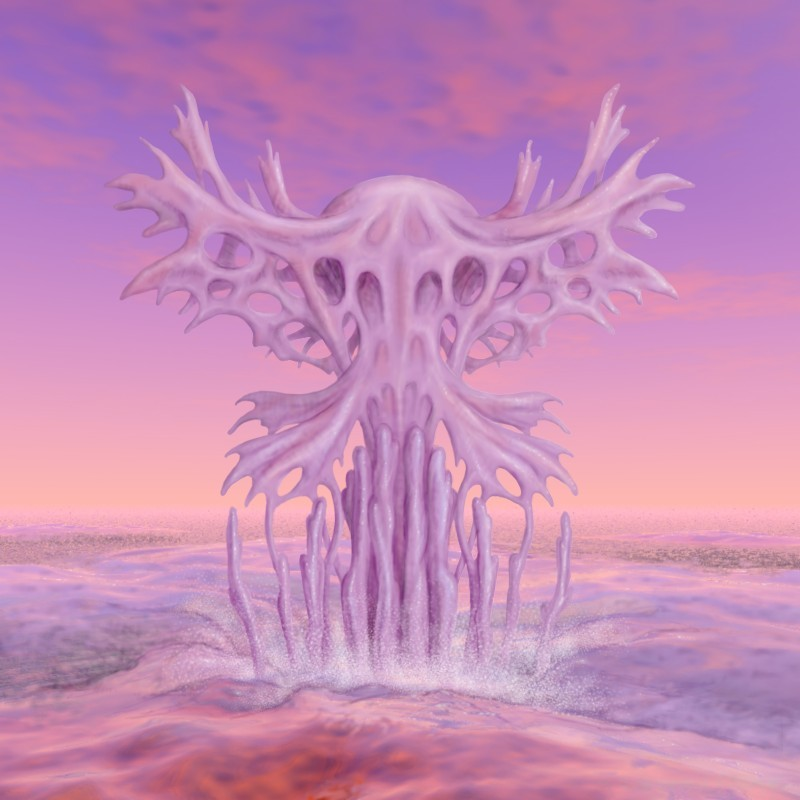
Secondo stadio di formazione di una simmetriade, illustrazione di Dominique Signoret

Solaris possiede le inconfondibili caratteristiche dell'opera esemplare, classica, una perfetta sintesi di contenuti ideologici, trama narrativa e stile: il più compiuto esempio del genere “fantascienza filosofica” tipico della produzione letteraria di Lem, pur differenziandosi dalle altre opere dell'autore per struttura e modalità di stesura. I commentatori hanno coniato per questo romanzo la definizione di meta-fantascienza (meta-science fiction), una vera e propria “avventura epistemologica” perché presenta un numero enorme di quesiti appartenenti al dominio della filosofia, il più suggestivo dei quali sembra essere il tema dell'identità.
L'autore stesso afferma che nello scrivere il romanzo si è lasciato "prendere la mano", abbandonando progressivamente la consueta abitudine di attenersi a un'analisi preventiva, fino a dare vita a un'opera che non esita a definire d'avventura, per la sorprendente spontaneità con cui è stata realizzata; Lem dichiara infatti di essere riuscito a scrivere esattamente ciò che intendeva, e si considera abbastanza soddisfatto dell'opera.
Il vero protagonista è l'immenso oceano vivente, capace di assumere strabilianti forme e di ricreare la stessa vita umana quasi sulle medesime basi biologiche: Solaris è in grado di penetrare nella mente e nella sensibilità dell'uomo, mentre l'uomo non riesce a comprenderne la sconcertante intelligenza malgrado cent'anni e oltre di esplorazione. La mente e i suoi confini sono il tema intorno al quale ha sempre ruotato la narrativa di Lem, esperto di cibernetica, considerato tra gli antesignani della letteratura che si occupa di realtà virtuale.

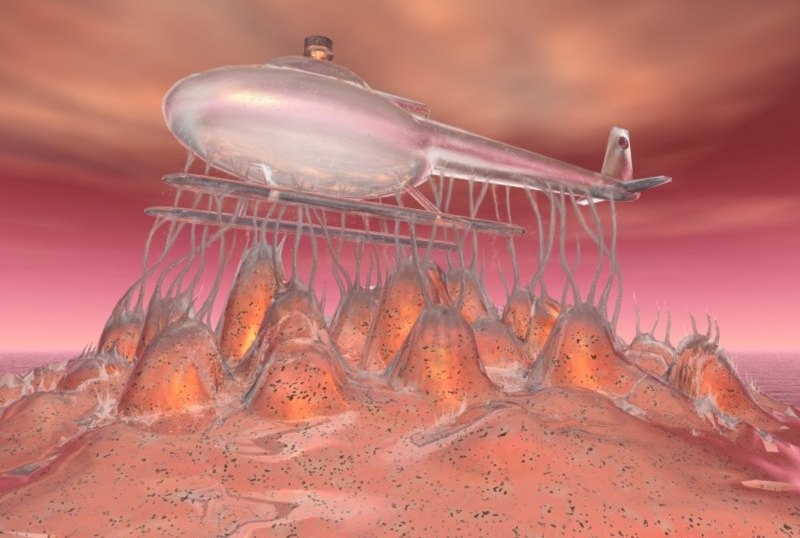
Ricreazione colloidale di un velivolo d'esplorazione, illustrazione di Dominique Signoret

Si tratta di un romanzo scritto su più livelli, non solo opera filosofica né solo avventura spaziale: denso e profondo, un thriller che a ogni lettura riserva sorprese, pur restando di facile lettura. Probabilmente il suo successo è dovuto proprio a questa commistione tra problemi filosofici derivanti da un “primo contatto” con vita extraterrestre e una trama dai risvolti romantici, a forte impatto emotivo. Numerose sono le implicazioni di un'opera come Solaris, impostata con avvincente chiarezza sulla base di un materialismo profondamente umanistico, che non rifugge anche da una critica al rapporto dell'uomo con il divino.
Solaris è il romanzo che per antonomasia rappresenta la fantascienza dell'Europa orientale: nemmeno la grande tradizione della letteratura d'anticipazione sovietica ha mai raggiunto in occidente la fama derivata allo scrittore polacco da questa sola opera.

## Adattamenti cinematografici
- Manca l'adattamento cinematografico del 1968!
- Solaris, film del 1972 diretto da Andrej Tarkovskij
- Solaris, film del 2002 diretto da Steven Soderbergh

## Edizioni

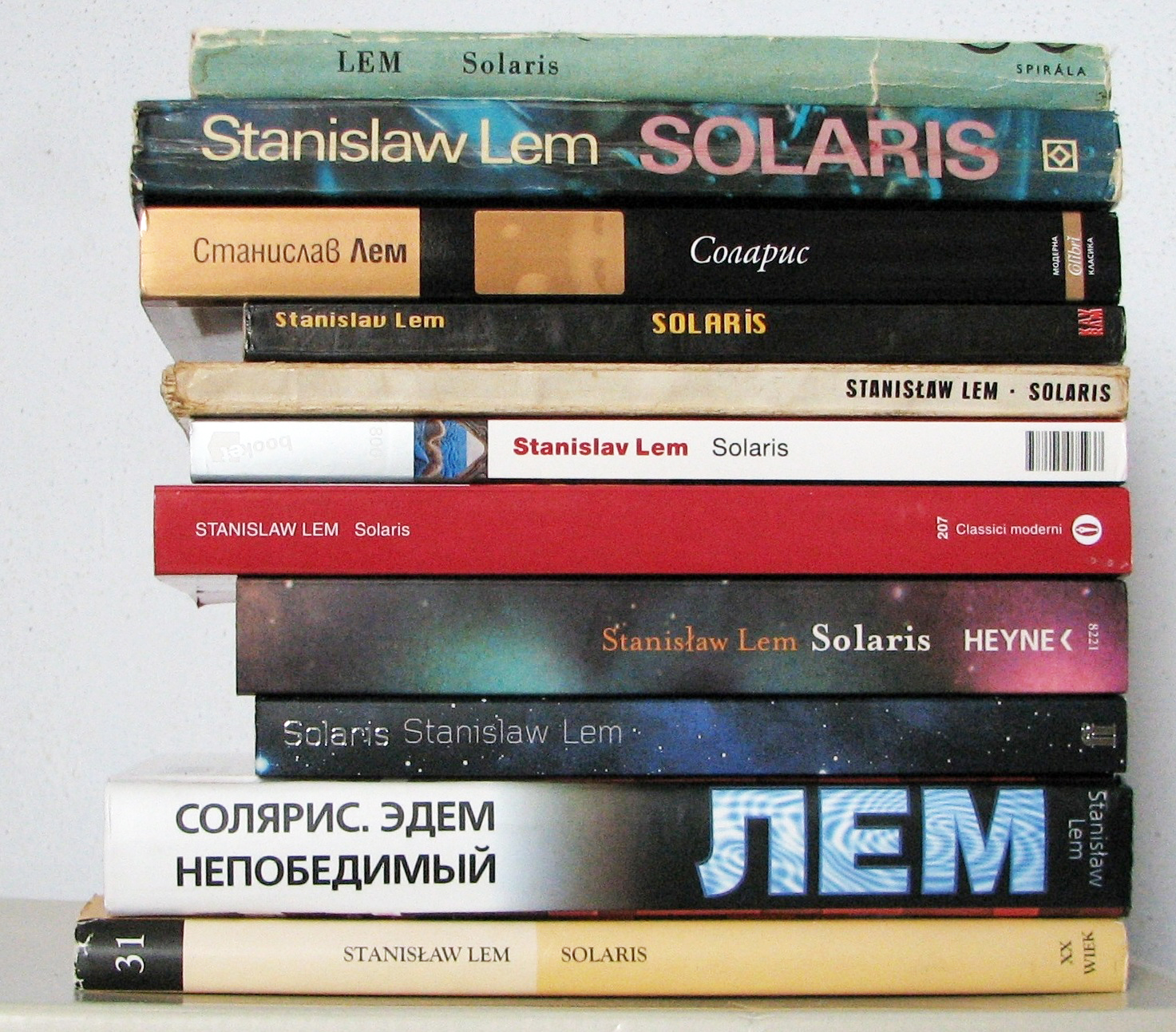
Edizioni del romanzo in varie lingue

- Solaris, Warszawa, Wydawnictwo Ministerstwa Obrony Narodowej, 1961.
- Solaris, trad. parziale di Jean-Michel Jasiensko, Collection «Présence du futur», Paris, Denoël, 1966.
- Solaris, trad. parziale [dalla versione francese di Jasiensko] di Joanna Kilmartin e Steve Cox, Walker and Company, 1970; New York-Berkeley, Faber and Faber, 1971.

### Le traduzioni in Italia
La versione di Eva Zaniewska Bolzani (accreditata come Eva Bolzoni), pubblicata dalla casa editrice Nord nel 1973 e poi ripresa sempre identica negli anni da Mondadori, riporta (nella prima edizione) la dicitura "Traduzione integrale dal polacco".
La traduzione di Vera Verdiani, pubblicata nel 2013 per Sellerio, è definita dalla stessa Sellerio la prima versione integrale dal polacco apparsa in Italia, condotta sull'edizione polacca delle Opere complete di Lem. Nell'appendice a firma di Francesco Cataluccio si afferma che la traduzione storica Nord/Mondadori sarebbe una traduzione parziale condotta sull'edizione inglese di Kilmartin e Cox (dove il testo era tagliato di circa un quinto), che già era a sua volta una traduzione dall'edizione francese del 1966.
Fonti recenti ribadiscono tuttavia che quella di Bolzoni sarebbe una traduzione integrale dal polacco notando peraltro che l'appendice di Francesco Cataluccio conterrebbe altre inesattezze; in ogni caso, la nuova traduzione di Vera Verdiani è stata riconosciuta come particolarmente accurata.
- Solaris, trad. di Eva Bolzoni [sic!], Collana SF Narrativa d'Anticipazione n.23, Milano, Editrice Nord, ottobre 1973. Collana Oscar fantascienza n.1552, Mondadori, 1982; Classici Urania n.159, Mondadori, giugno 1990 (copertina di Oscar Chichoni); Collana Omnibus, Mondadori, marzo 2003; Collana Oscar Scrittori del Novecento, Mondadori, 2004, ISBN 88-04-51047-1; Urania Collezione n.24, Mondadori, gennaio 2005 (copertina di Franco Brambilla); Collana Oscar Classici moderni n.207, Mondadori 2007.
- Solaris, traduzione di Vera Verdiani, a cura di Francesco M. Cataluccio, Collana La memoria n.915, Palermo, Sellerio, 2013,  p. 317, ISBN 978-88-389-2910-6.